# A Midwinter Night’s Dream
A Midwinter Night’s Dream – ósmy studyjny album Loreeny McKennitt z 2008, nakładem Quinland Road. Album został nagrany latem 2008 w należących do Petera Gabriela Real World Studios w Anglii. Album jest rozszerzeniem EP "A Winter Garden" z 1995 roku, z której pochodzi 5 utworów zamieszczonych na wydawnictwie z 2008.

## Lista utworów
1. "The Holly & The Ivy" (tradycyjna, muz. McKennitt)  – 4:49
2. "Un Flambeau, Jeannette, Isabelle" (tradycyjna)  – 3:06
3. "The Seven Rejoices Of Mary" (tradycyjna)  – 4:34
4. "Noël Nouvelet!" (traditional)  – 5:11
5. "Good King Wenceslas" (John Mason Neale)  – 3:16
6. "Coventry Carol" (tradycyjna, aranż. McKennitt)  – 2:18
7. "God Rest Ye Merry, Gentlemen" (Abdelli version) (tradycyjna, aranż. McKennitt) – 7:19
8. "Snow" (słowa Archibald Lampman, muz. McKennitt)  – 5:05
9. "Breton Carol" (tradycyjna)  – 3:30
10. "Seeds Of Love" (tradycyjna, muz. McKennitt)  – 4:54
11. "Gloucestershire Wassail" (tradycyjna)  – 2:39
12. "Emmanuel" (traditional)  – 4:55
13. "In The Bleak Midwinter" (Gustav Holst)  – 2:43